# جامعة أميتي (نويدا)
جامعة أميتي، نويدا (المعروفة أيضًا باسم جامعة أميتي أوتار براديش ) هي جامعة بحثية خاصة، في نويدا، الهند. تأسست في عام 2005 بموجب قانون صادر عن الهيئة التشريعية لولاية أوتار براديش. الجامعة معترف بها من قبل لجنة المنح الجامعية ومعتمدة من المجلس الوطني للتقييم والاعتماد بدرجة«+ A ». تقدم جامعة أميتي برامج في الحرم الجامعي ومن خلال وضع المسافة ، في عدد من مجالات الدراسة على مستوى البكالوريوس والدراسات العليا والدكتوراه. لديها حرم جامعي في الهند وفروع جامعية خارجية في لندن ودبي وسنغافورة ونيويورك.

## روابط خارجية
الموقع الرسمي